# Codaganga
Codaganga fou rei de Polonnaruwa (1196-1197). Era nebot de Nissanka Malla. Va assassinar Vikramabahu II al que va succeir.
Va regnar durant nou mesos fins que fou deposat pel general Kirti Senevirat que li va fer treure els ulls. El general va posar al tron a la reina Lilavati, una de les reines del rei Parakramabahu I el Gran